# Sommet de l'OTAN de 2017
Pour un article plus général, voir Sommet de l'OTAN.
Le sommet de l'OTAN de 2017 se tient à Bruxelles à l'occasion de l'inauguration du nouveau siège de l'OTAN situé sur le site des anciennes aérogares de l'aérodrome de Haren, en face du siège construit à la hâte lorsque la France quitte l'organisation militaire intégrée de l'OTAN en 1966.
Qualifiée de « réunion spéciale » et non de sommet en raison de sa brièveté et de sa proximité avec le sommet de Varsovie en juillet 2016, la rencontre prend de l'importance du fait des déclarations du futur président américain Donald Trump qui a qualifié l'OTAN d'« obsolète » pendant l'élection présidentielle de 2016 et dont le recentrage sur les États-Unis, illustré par le slogan « America first » inquiète les dirigeants européens. Elle est aussi la première réunion au sommet pour les dirigeants de trois des pays les plus importants au sein de l'Alliance, le président américain Donald Trump, la Première ministre britannique Theresa May et le président français Emmanuel Macron.
Le Monténégro deviendra le 29e État membre de l’OTAN le 5 juin 2017 lors du dépôt des instruments de son accession à l’Alliance atlantique à Washington. Le Premier ministre monténégrin, Dusko Markovic, assiste déjà en tant qu’observateur au sommet de Bruxelles.
Le sommet se déroule sur un après-midi, consacré à la remise des clefs symbolique du nouveau siège à l'OTAN et à l'inauguration d'un mémorial consacré au mur de Berlin et d'un mémorial consacré à l'attentat du 11 septembre et à l'Article 5 du Traité, suivie d'un dîner de travail.

## Thèmes de discussion et décisions

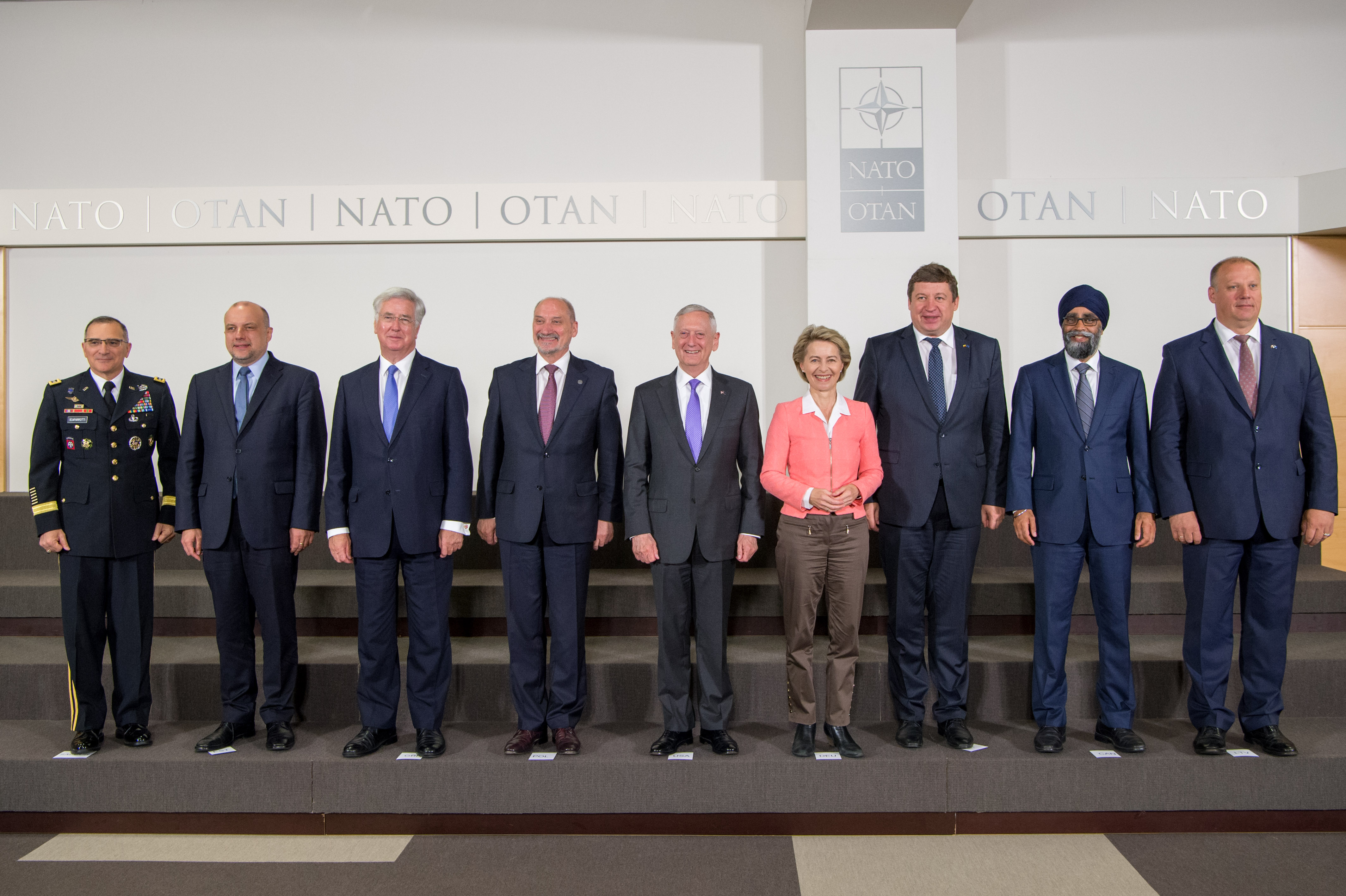
Photo officielle des dirigeants membre de l'OTAN, lors de inauguration du nouveau siège le 25 mai 2017.

La lutte contre le terrorisme et le financement de l'OTAN sont les principaux thèmes préparés en amont de la réunion et objet des déclarations faites pendant la réunion et des décisions annoncées. Le plus important est toutefois la ligne de conduite politique adoptée par Donald Trump à l'égard de ses alliés européens.

### Ligne politique américaine à l'égard de l'OTAN
Préalablement à la réunion de Bruxelles, le secrétaire général de l'OTAN, Jens Stoltenberg, rencontre le 12 avril 2017 Donald Trump, qui commence à aligner sa position politique vis-à-vis de l'OTAN sur celle de ses prédécesseurs, en affirmant à l'issue de cette réunion notamment que l'OTAN n'est plus obsolète. Donald Trump demeure toutefois le seul Président américain à ne pas avoir endossé explicitement l'Article 5 du Traité de l'Atlantique nord, qui est le socle de la solidarité entre les signataires du traité. Les espoirs des Européens qu'il saisisse l'occasion de la réunion de Bruxelles pour le faire sont déçus. Le secrétaire général  fait cependant valoir qu'il a reçu du Président mais aussi lors d'autres rencontres avec le Vice-président Mike Pence, le secrétaire d'État Rex Tillerson et le secrétaire à la Défense James Mattis, des assurances fortes sur l'engagement des États-Unis auprès de l'OTAN.

### Financement de l'OTAN
Lors d'une réunion des ministres des Affaires étrangères de l'OTAN le 31 mars 2017, le secrétaire d'État Rex Tillerson a appelé les Européens à payer davantage pour leur défense. Sur le volet budgétaire, Donald Trump maintient une posture, jugée agressive sur la forme par les dirigeants européens, enjoignant tous les pays européens à atteindre le plus rapidement possible un niveau de dépenses militaires représentant 2% de leur PIB à l'horizon 2024, comme cela a été décidé en 2014.

### Lutte anti-terroriste
Répondant ainsi à une demande forte des États-Unis, les pays européens jusque-là réticents comme la France ou l'Allemagne acceptent que l'OTAN devienne membre à part entière de la coalition internationale contre l’organisation État islamique (EI). Tous les États européens étant déjà engagés à titre individuel dans cette coalition internationale, cette décision, à valeur politique essentiellement, se traduira en pratique sur le terrain par un accroissement des missions effectuées par les avions AWACS de l'OTAN et par une participation à la coordination et au renseignement.

## Pays participants et représentants

### OTAN et États membres

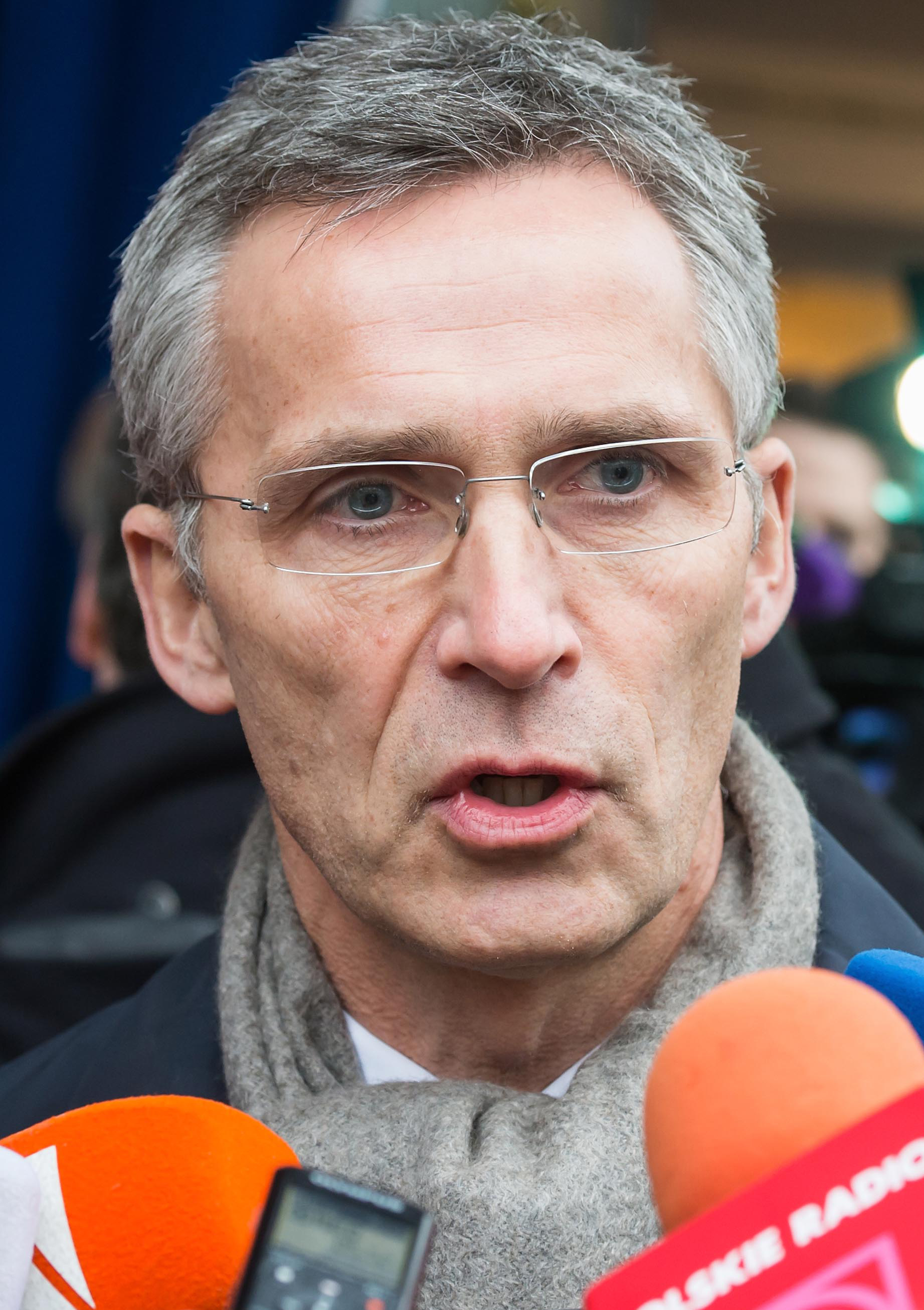
OTAN Jens Stoltenberg, secrétaire général
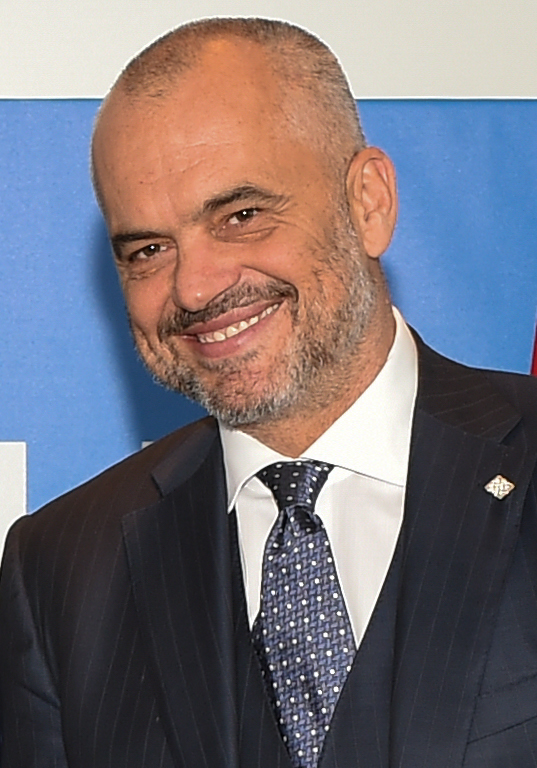
Albanie Edi Rama, Premier ministre
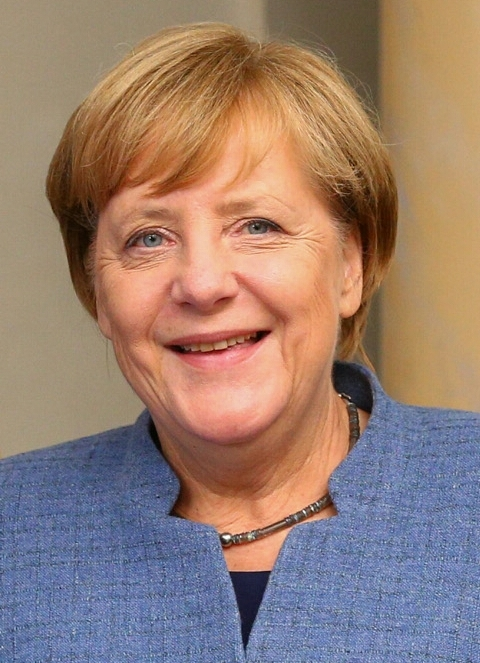
Allemagne Angela Merkel, chancelière fédérale
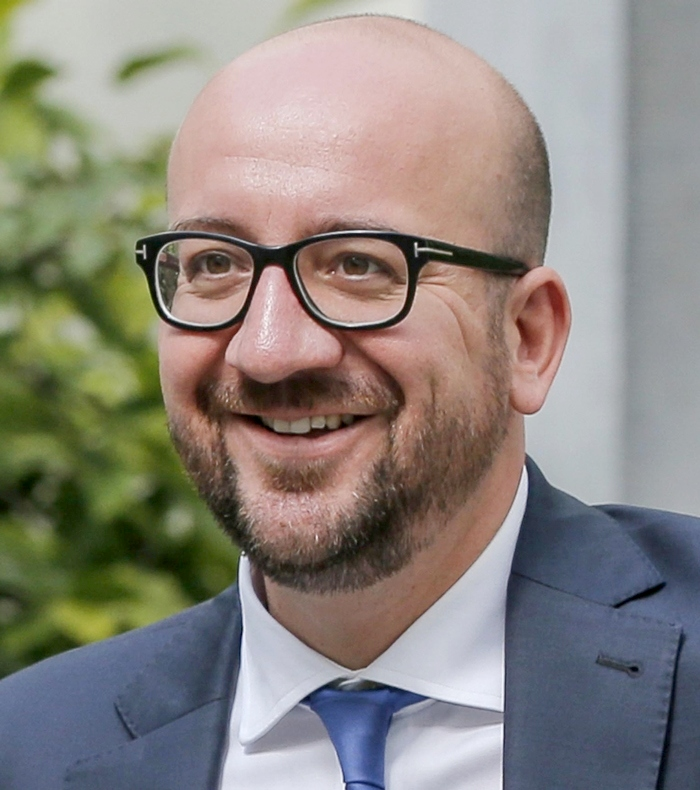
Belgique Charles Michel, Premier ministre
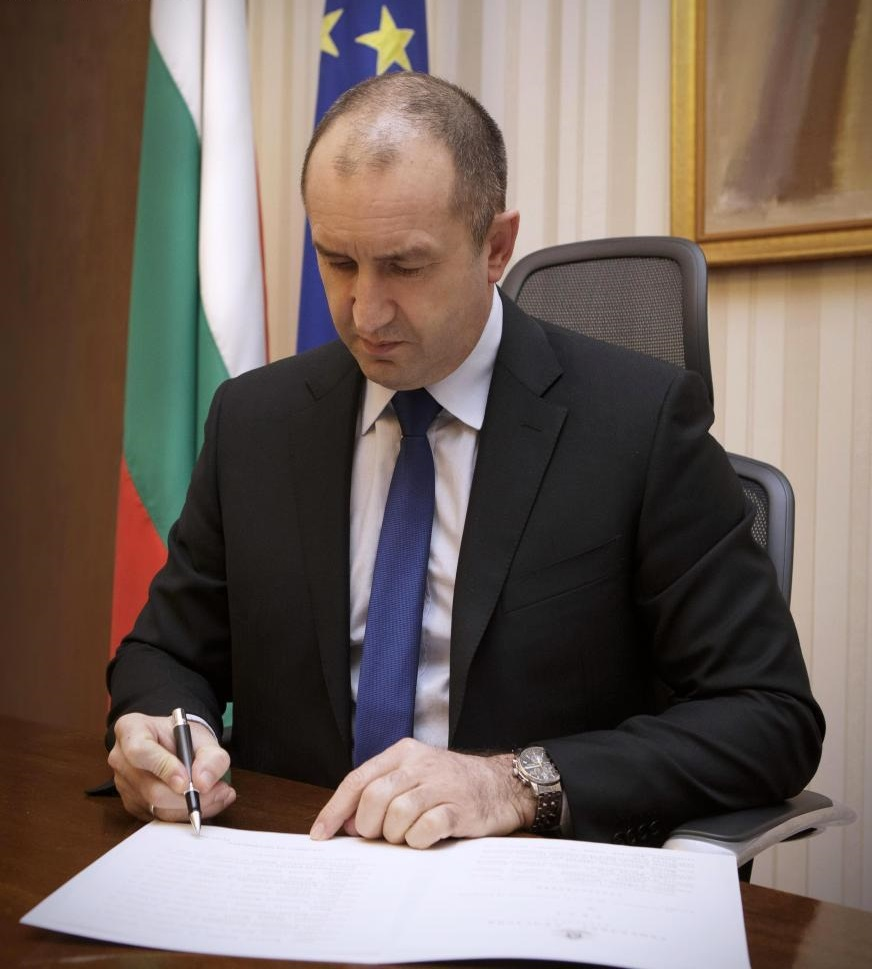
Bulgarie Roumen Radev, Président
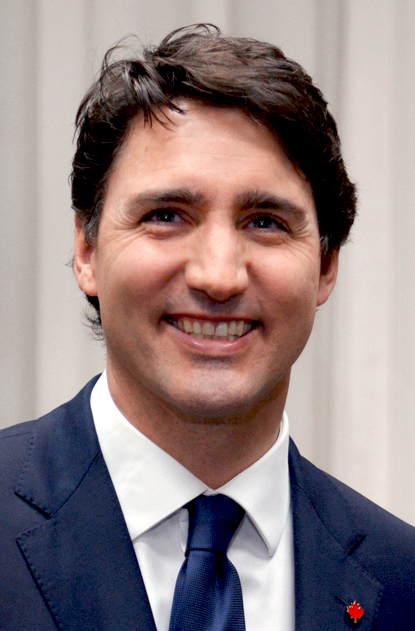
Canada Justin Trudeau, Premier ministre
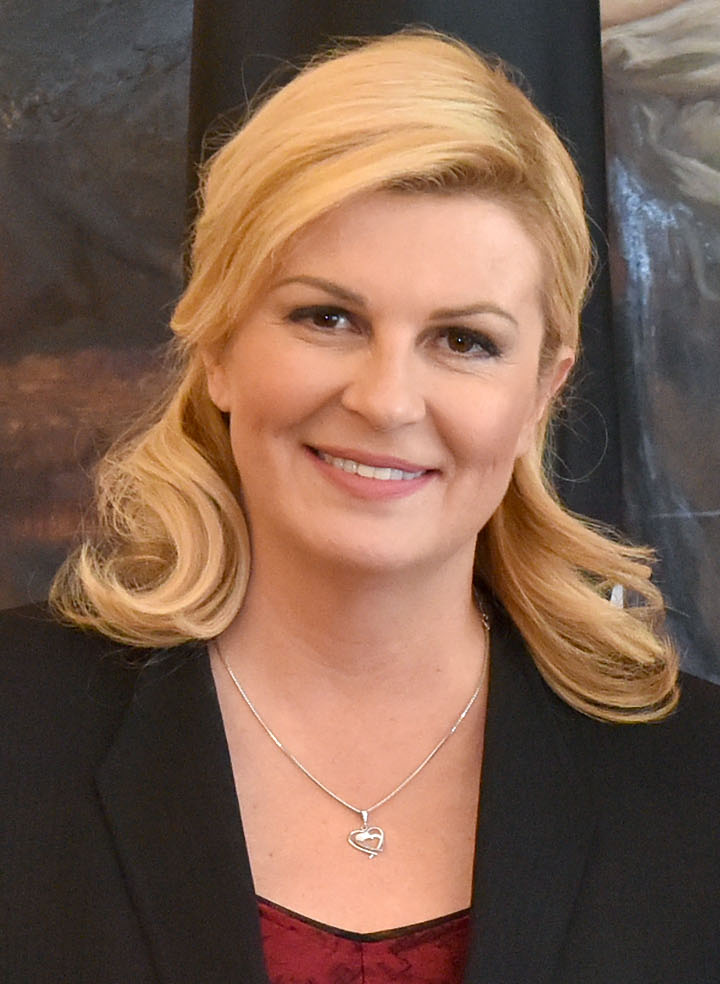
Croatie Kolinda Grabar-Kitarović, Présidente
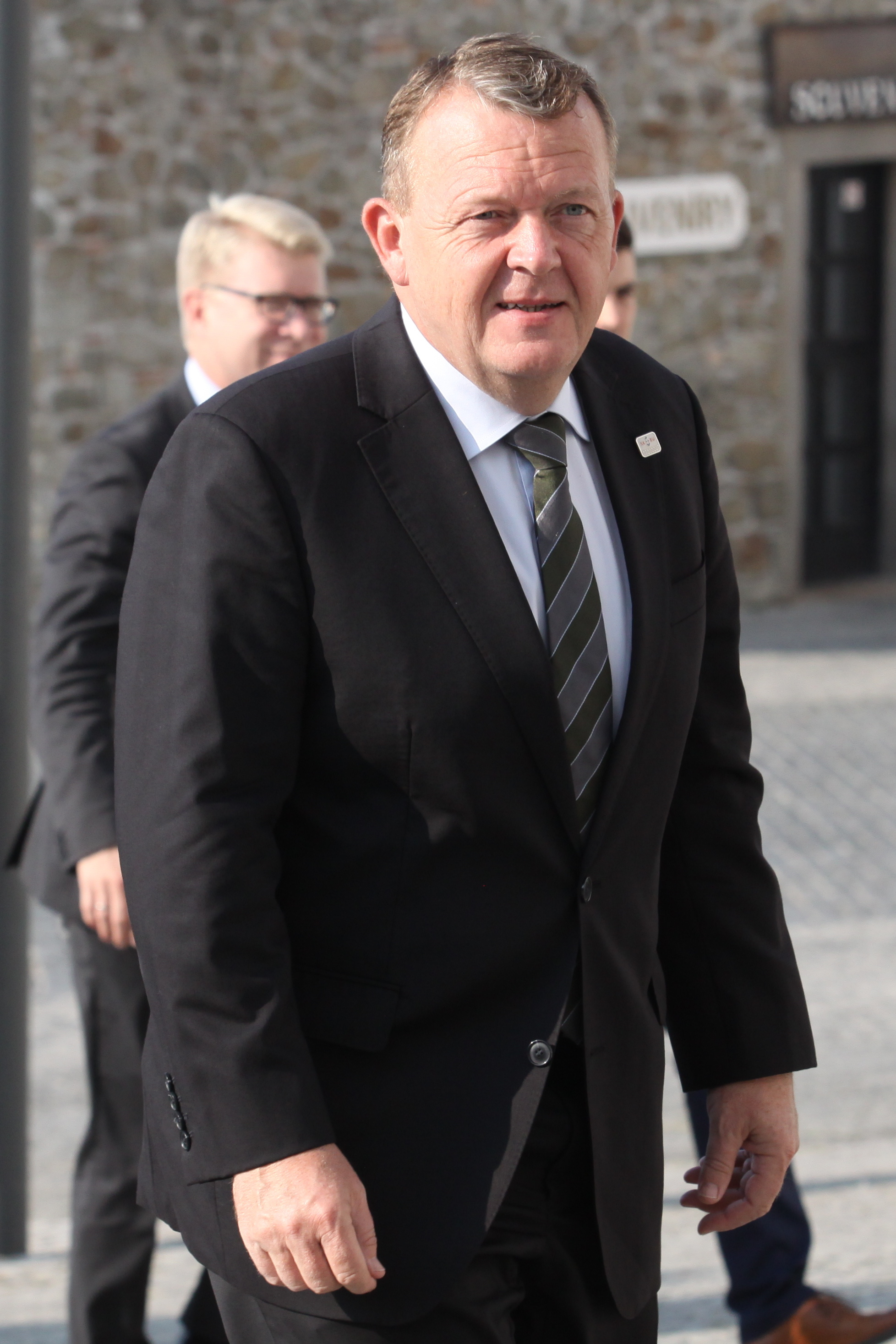
Danemark Lars Løkke Rasmussen, Premier ministre
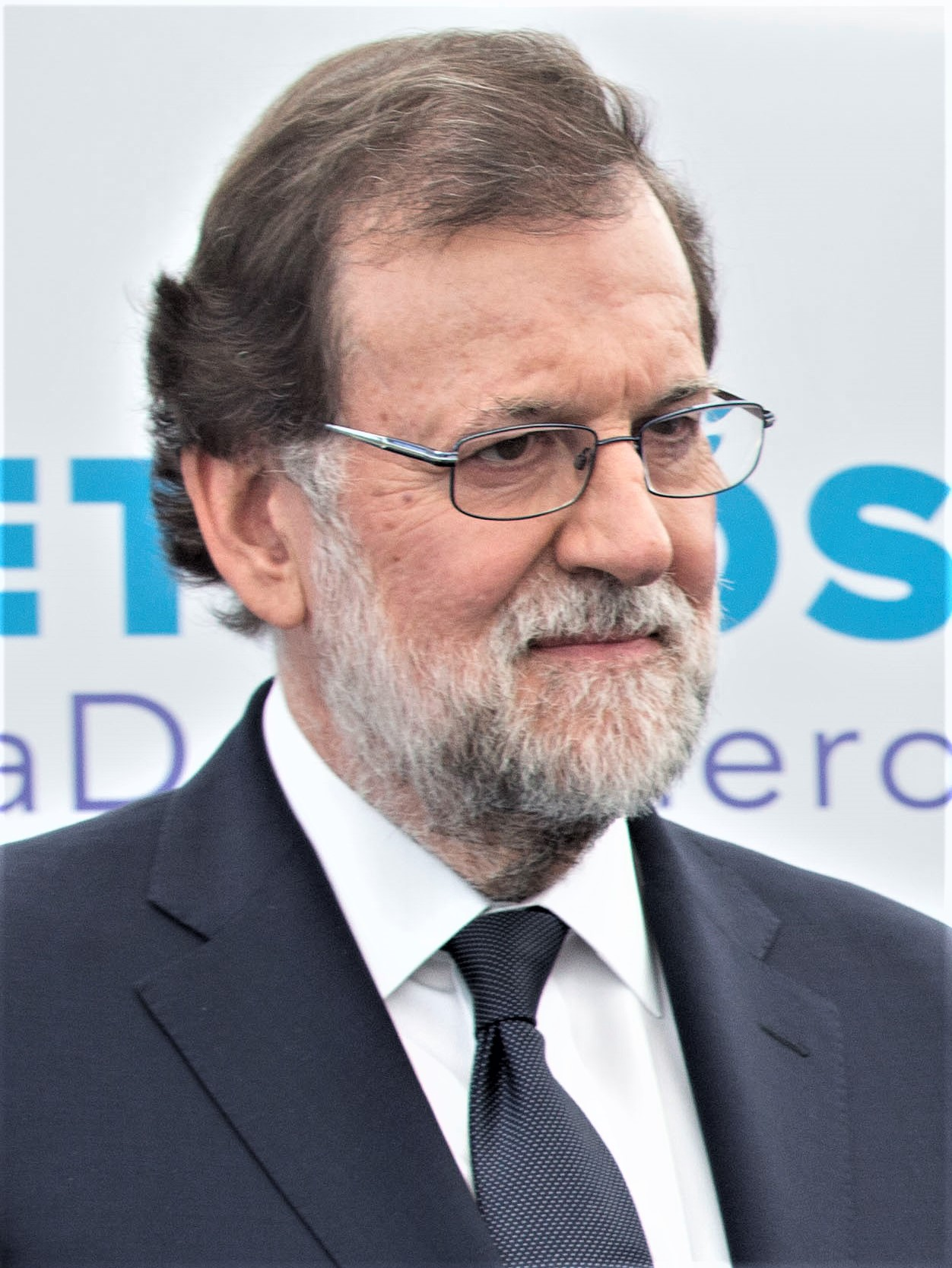
Espagne Mariano Rajoy, Président du gouvernement
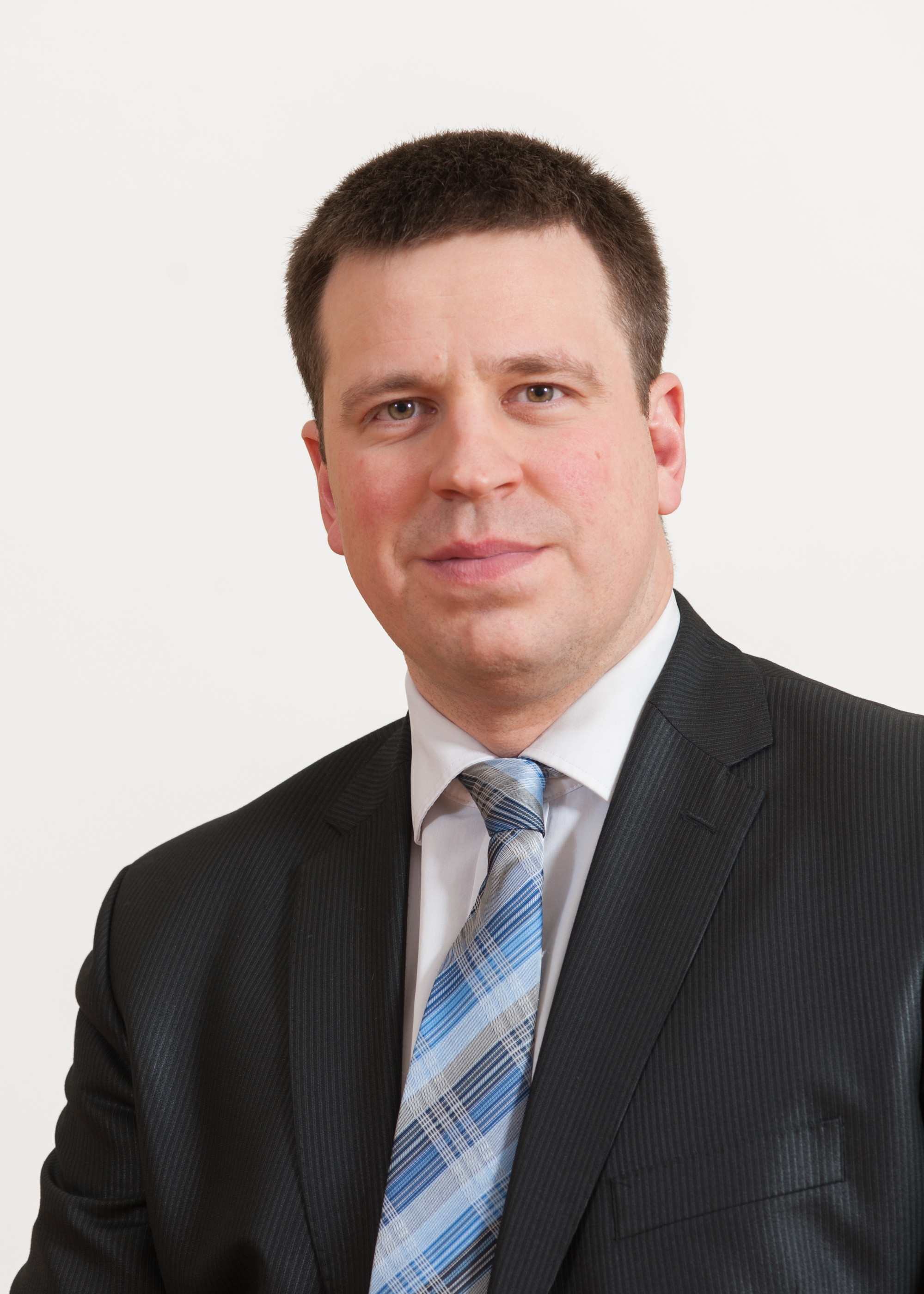
Estonie Jüri Ratas, Premier ministre
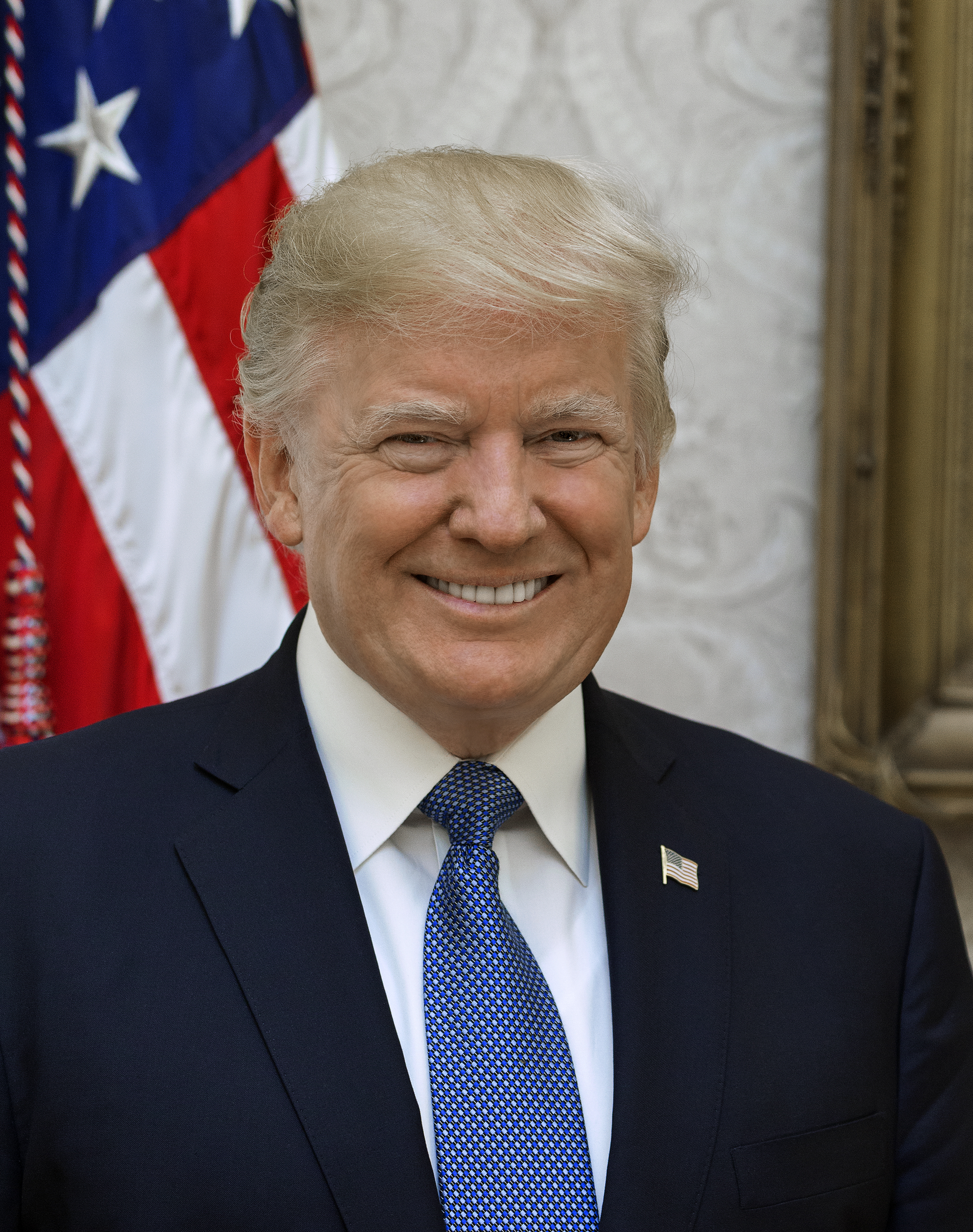
États-Unis Donald Trump, président
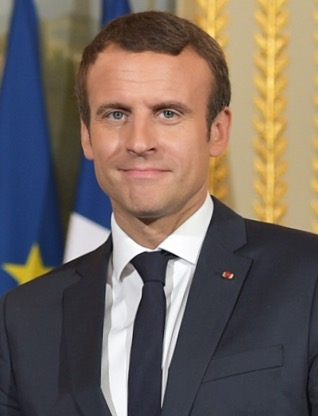
France Emmanuel Macron, président
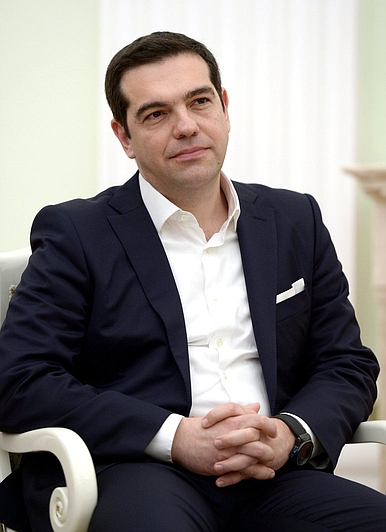
Grèce Alexis Tsipras, Premier ministre
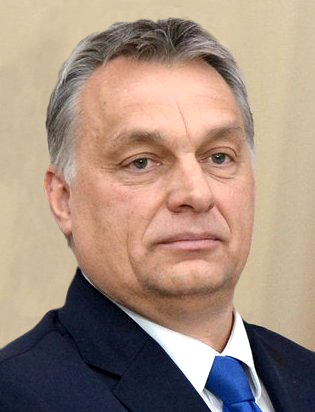
Hongrie Viktor Orbán, Premier ministre
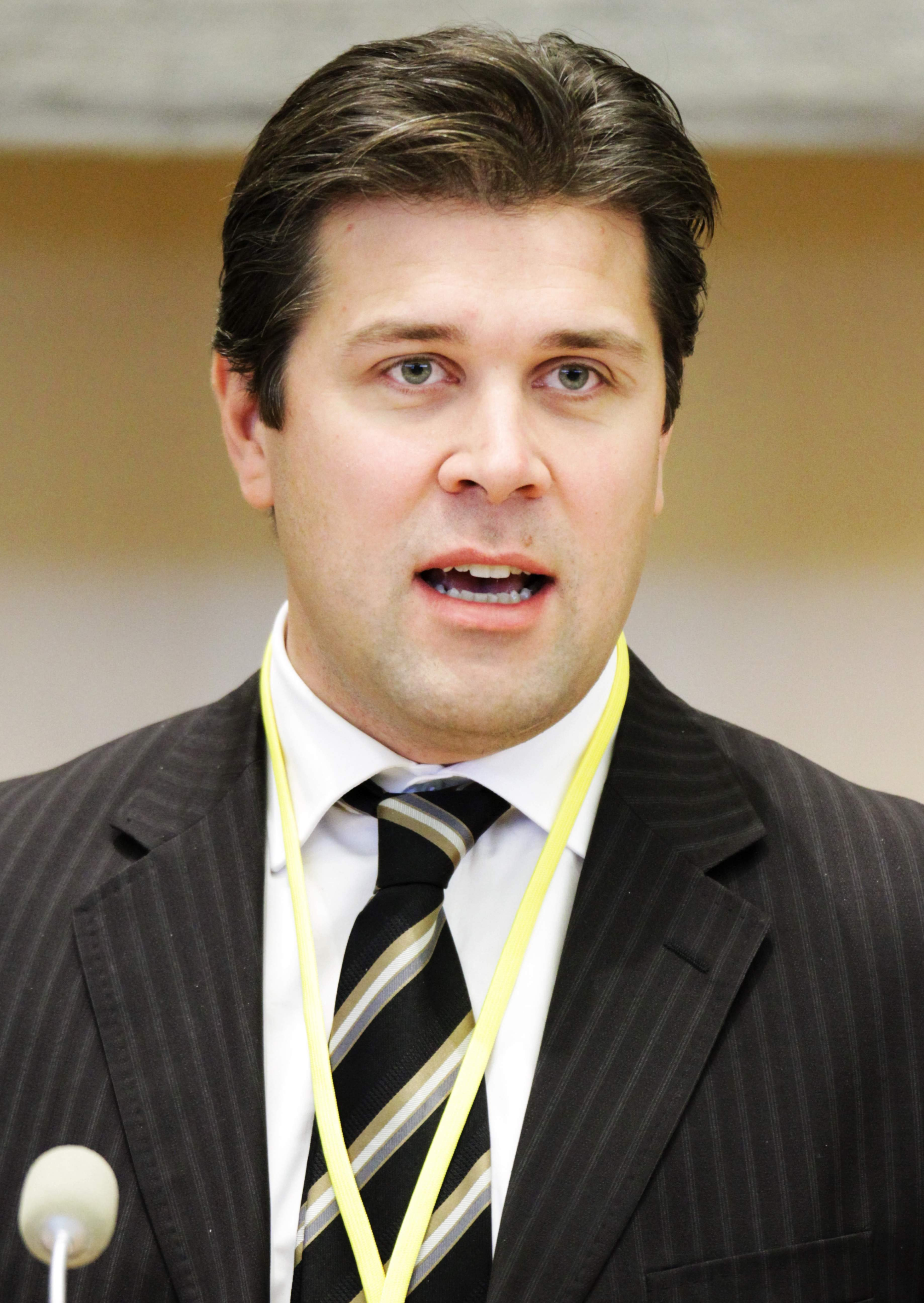
Islande Bjarni Benediktsson, Premier ministre
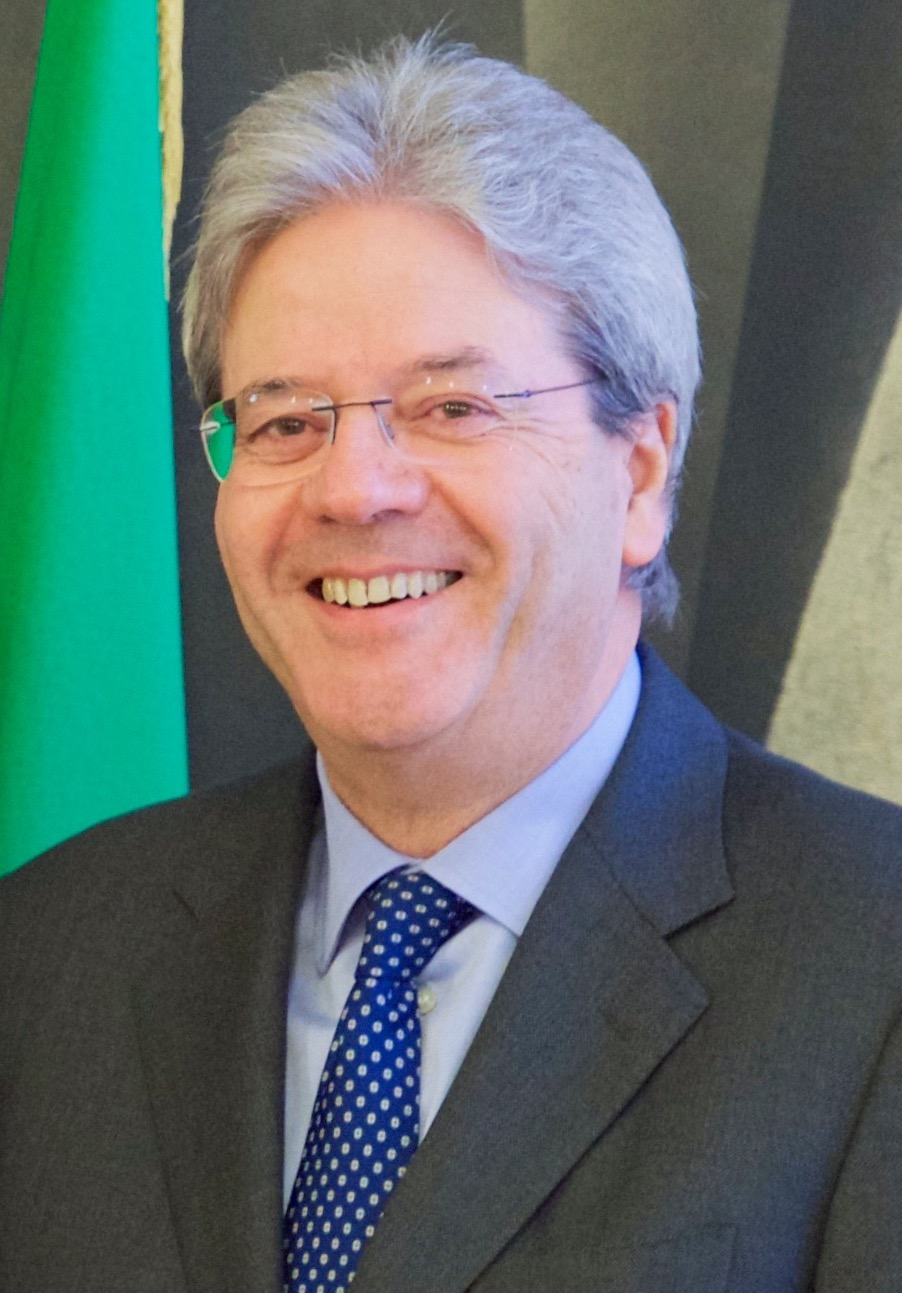
Italie Paolo Gentiloni, président du Conseil des ministres
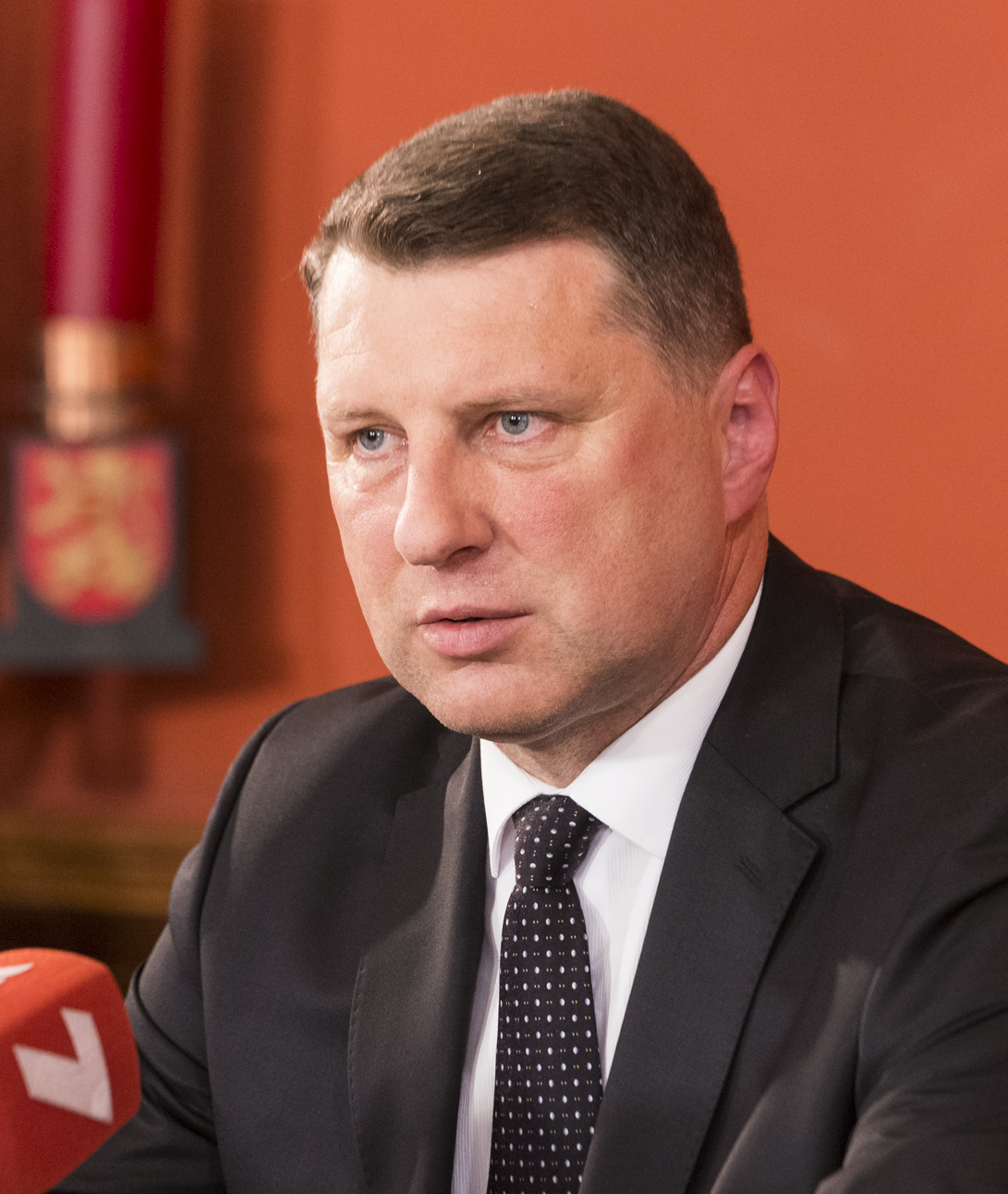
Lettonie Raimonds Vējonis, Président
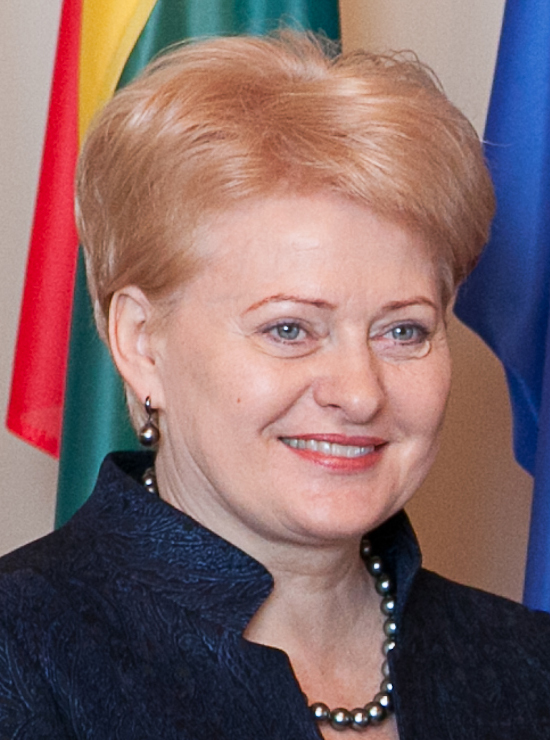
Lituanie Dalia Grybauskaitė, Présidente
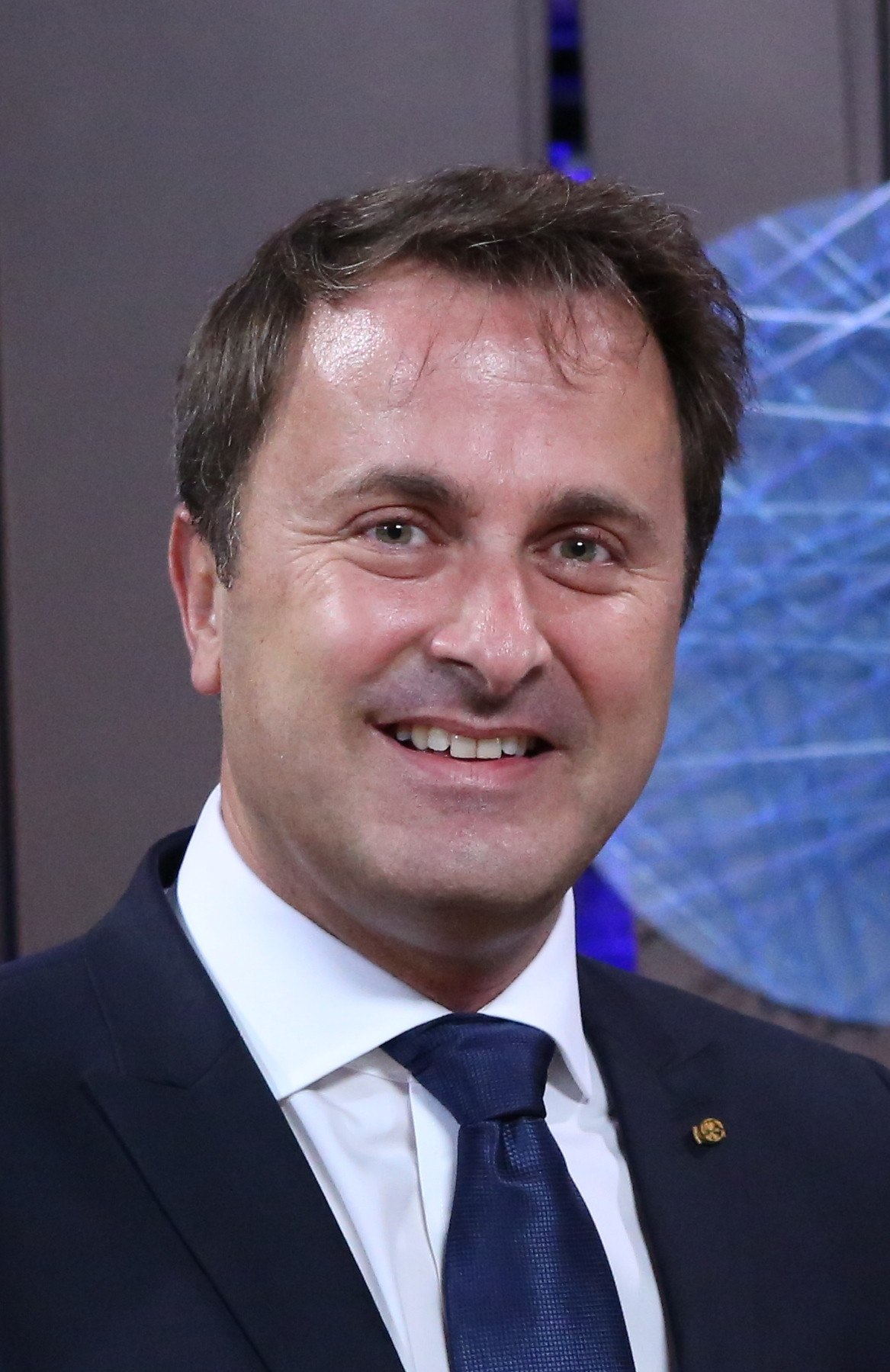
Luxembourg Xavier Bettel, Premier ministre
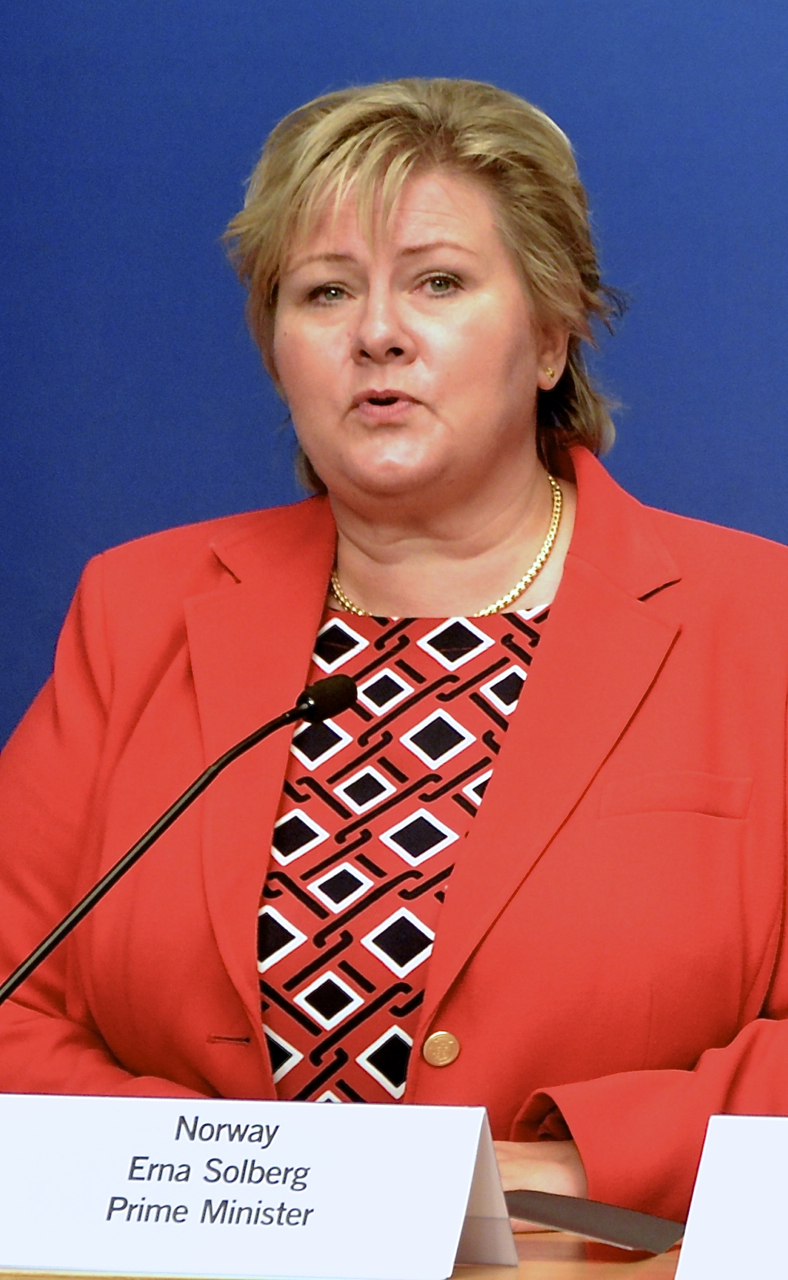
Norvège Erna Solberg, Première ministre
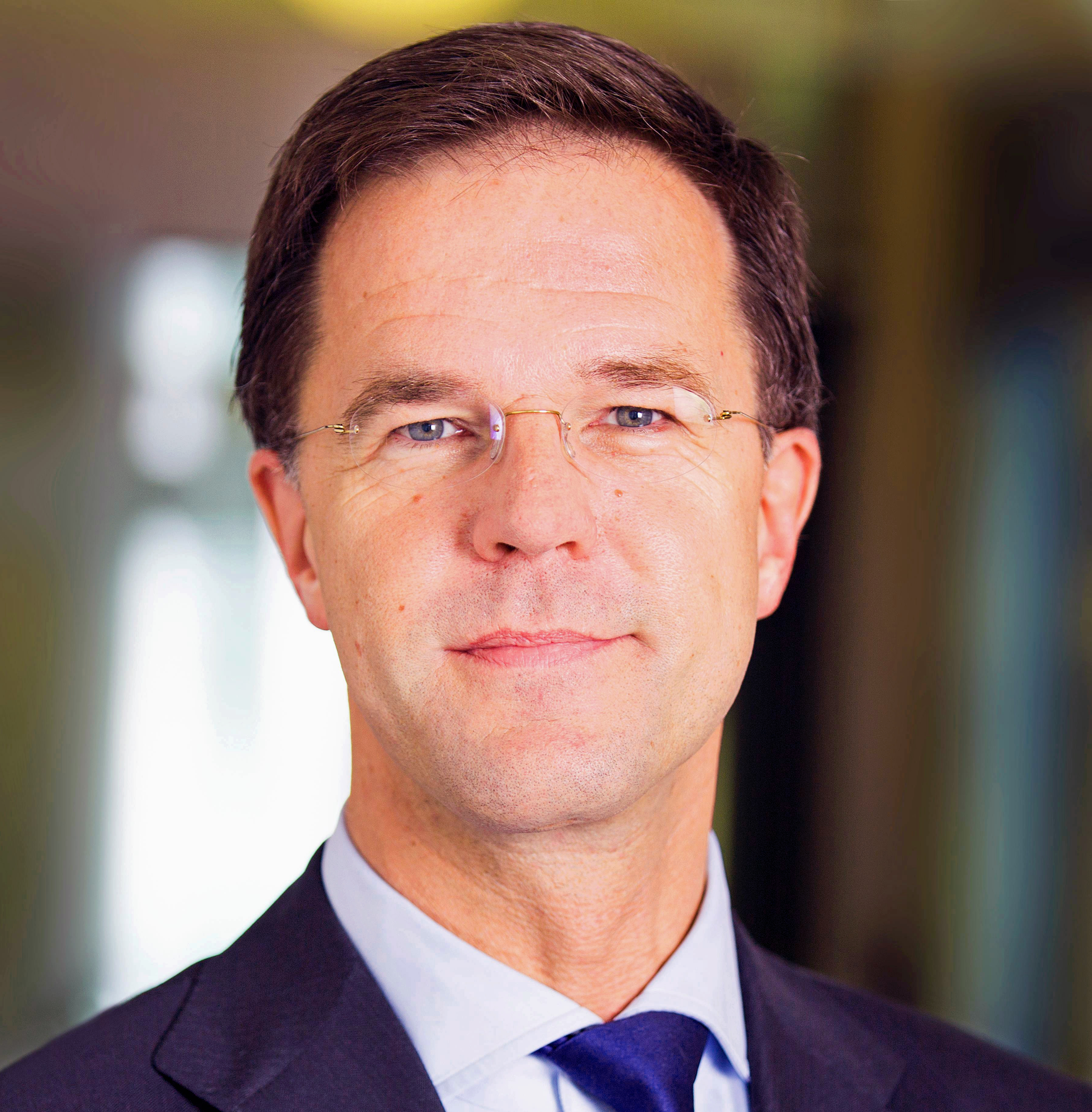
Pays-Bas Mark Rutte, Premier ministre
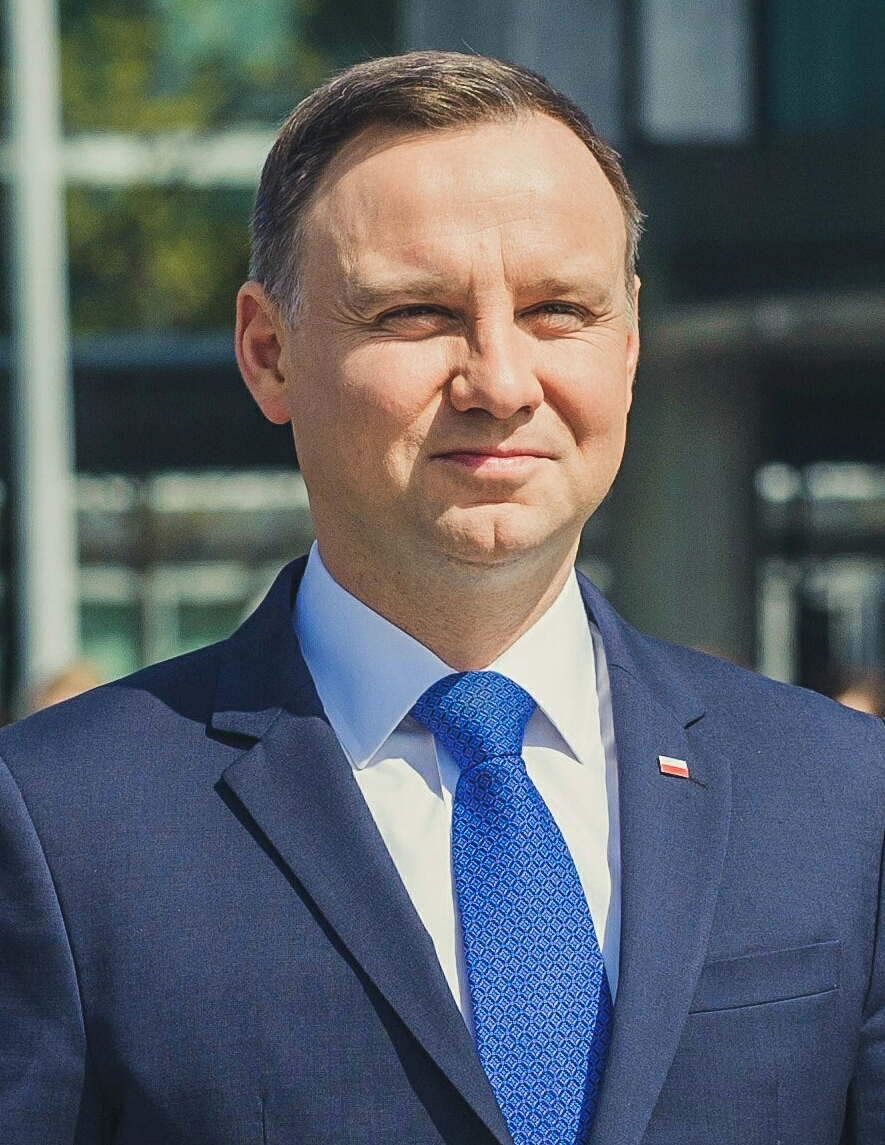
Pologne Andrzej Duda, Président
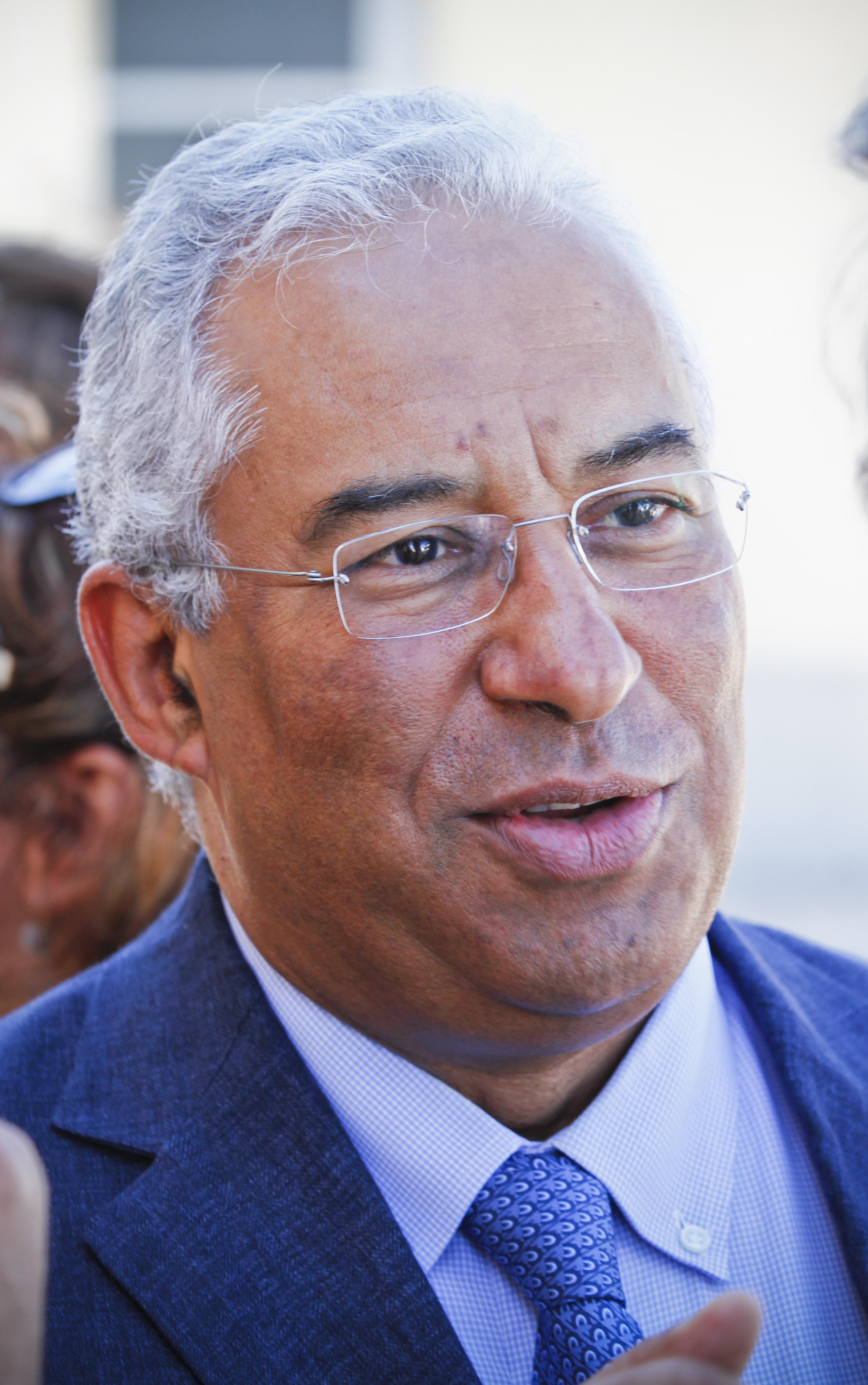
Portugal António Costa, Premier ministre
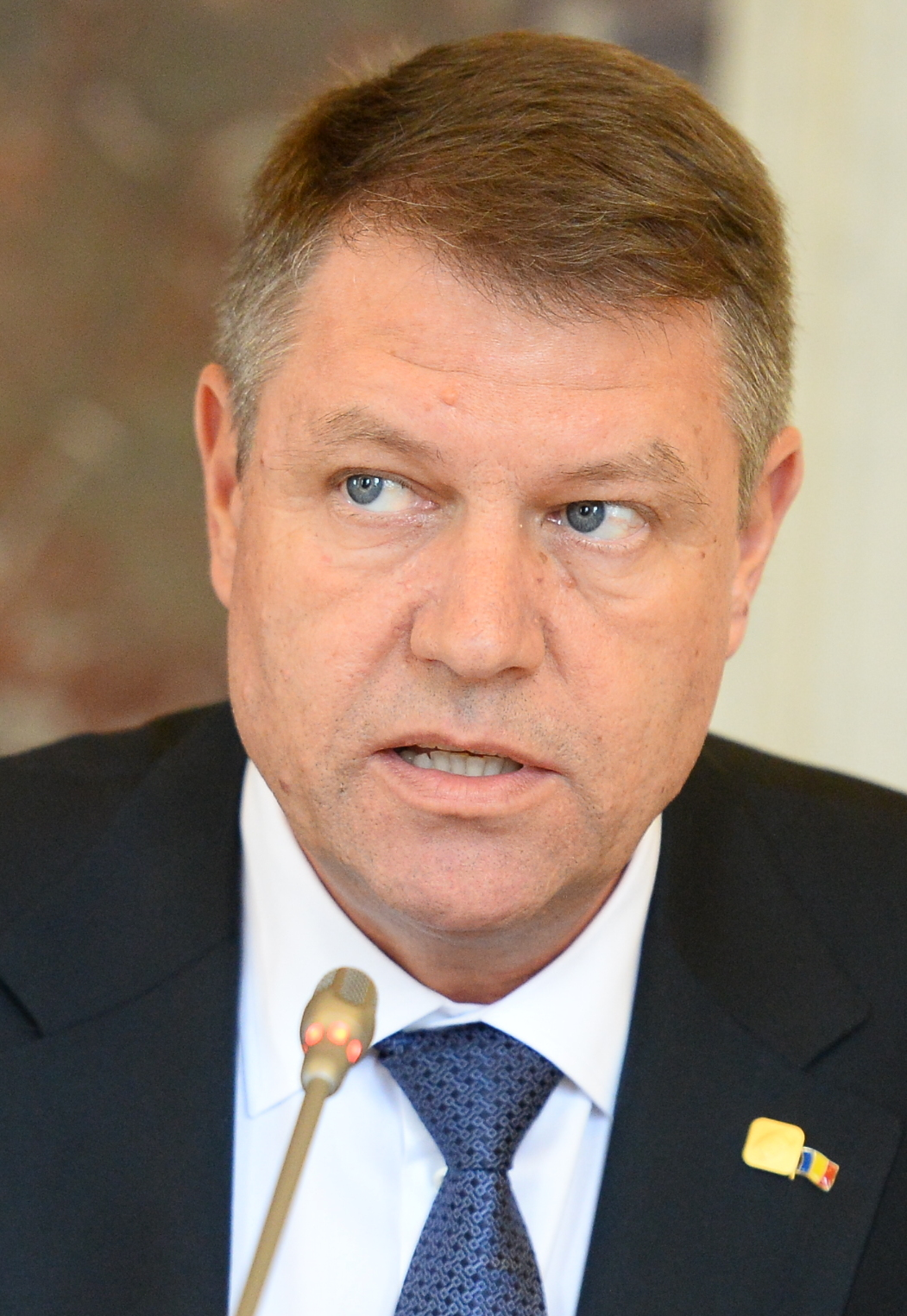
Roumanie Klaus Iohannis, Président
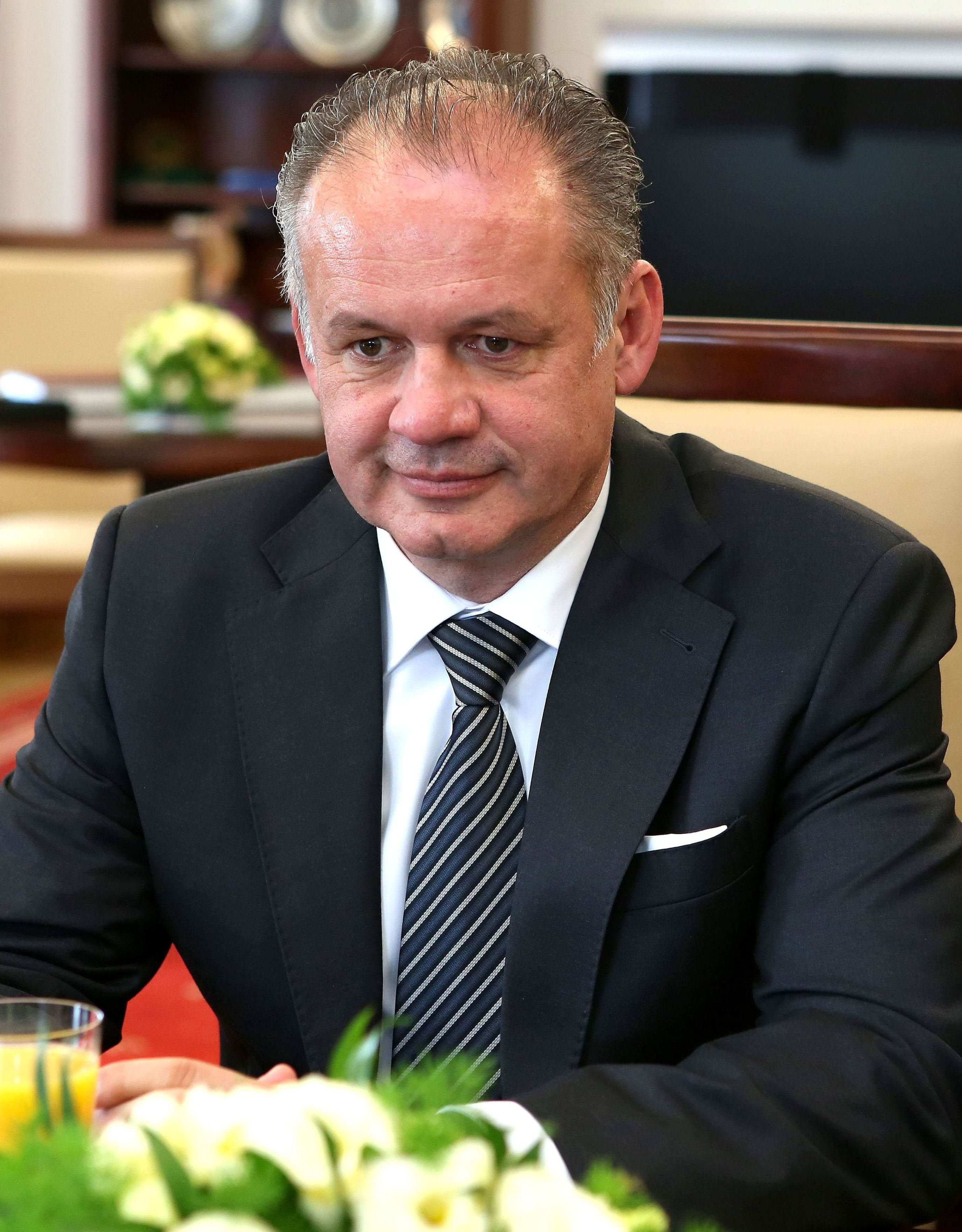
Slovaquie Andrej Kiska, Président
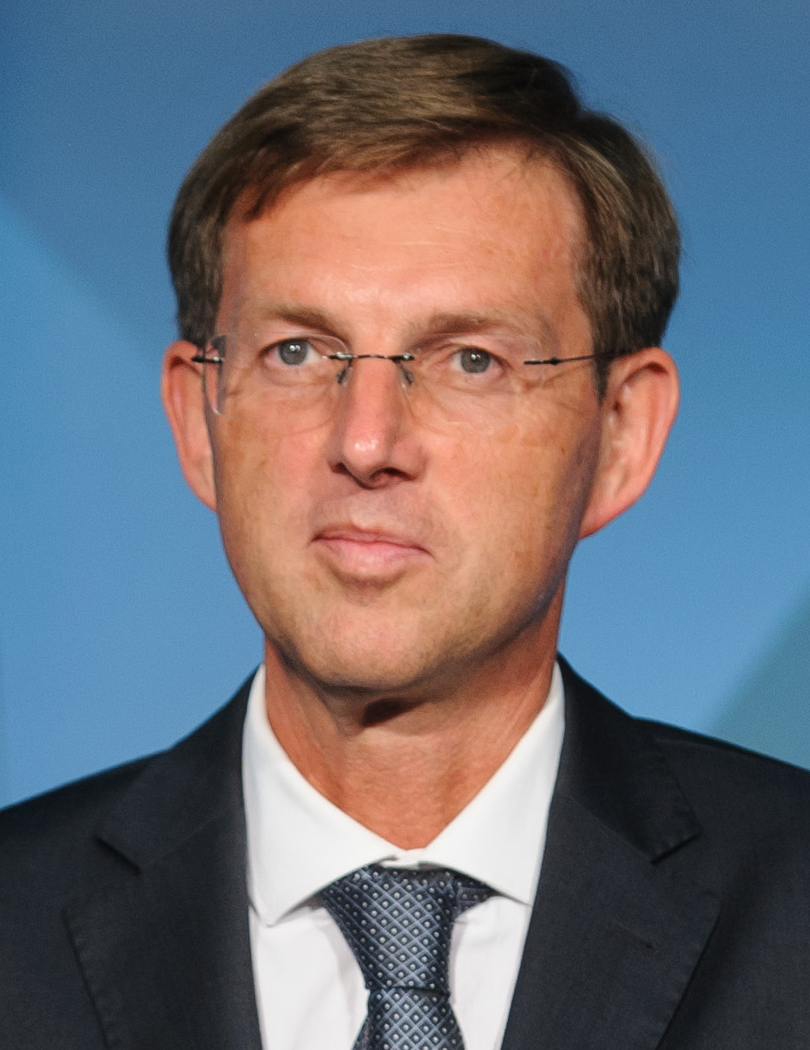
Slovénie Miro Cerar, Président du gouvernement
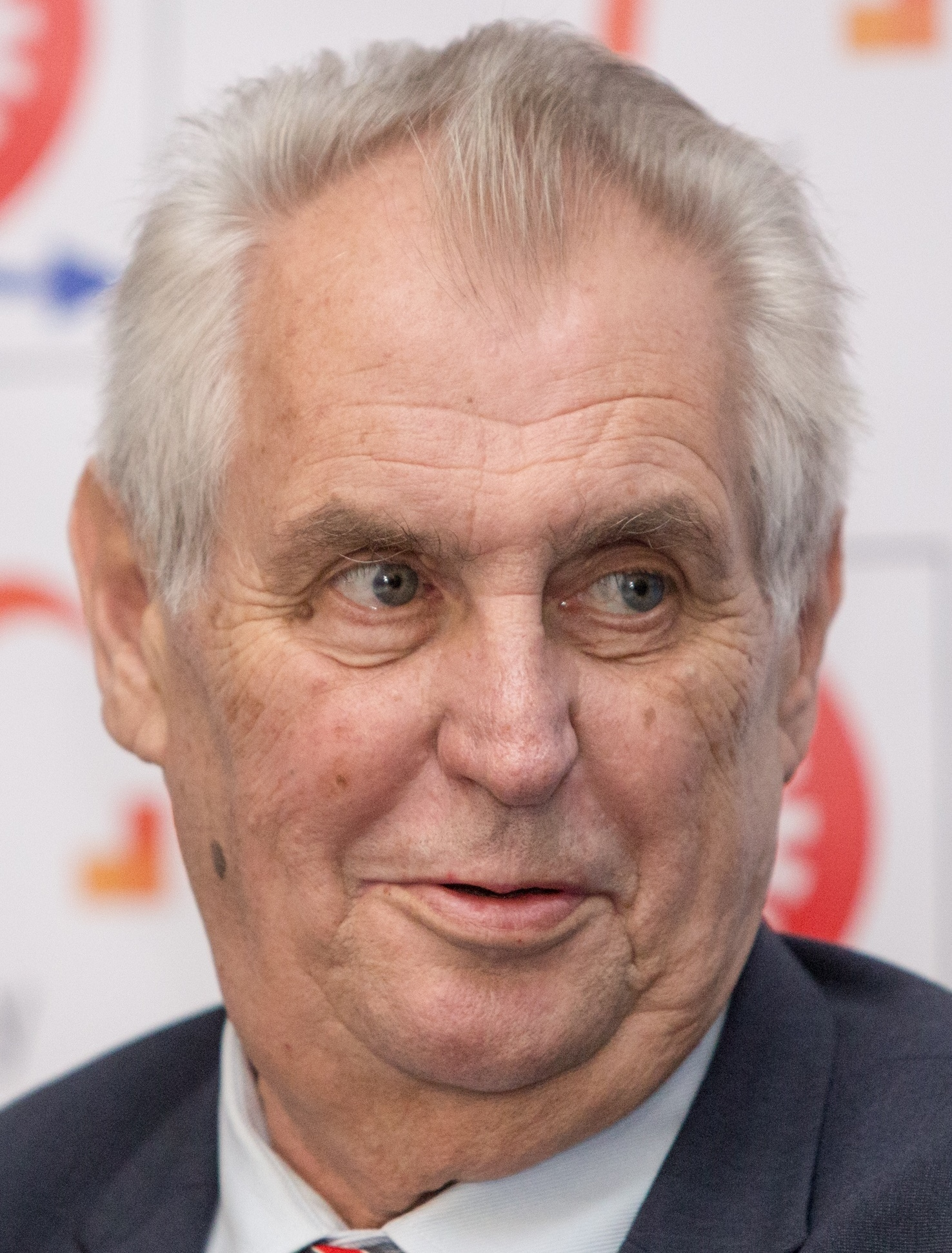
République tchèque Miloš Zeman, Président
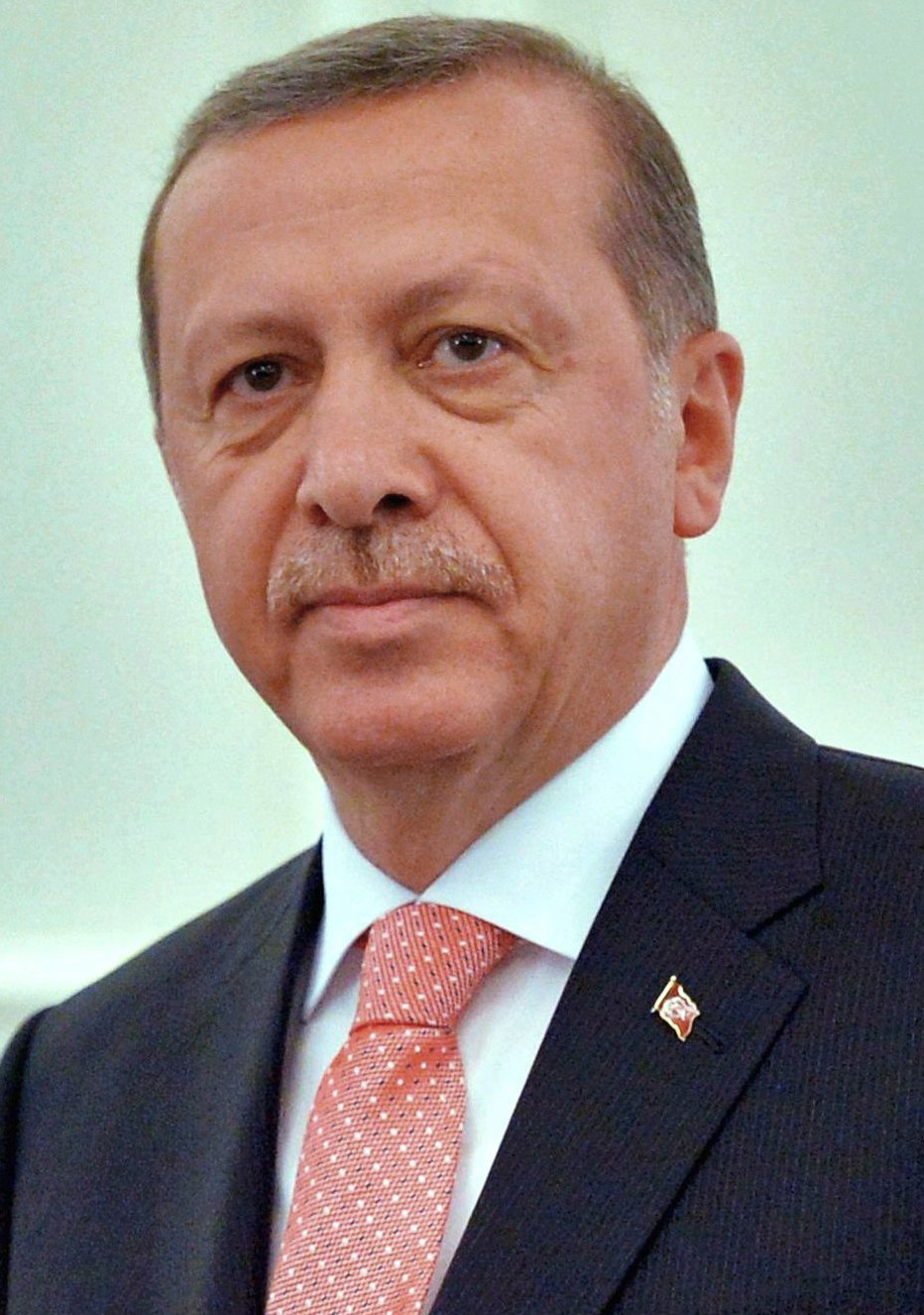
Turquie Recep Tayyip Erdoğan, président

### Pays non membres

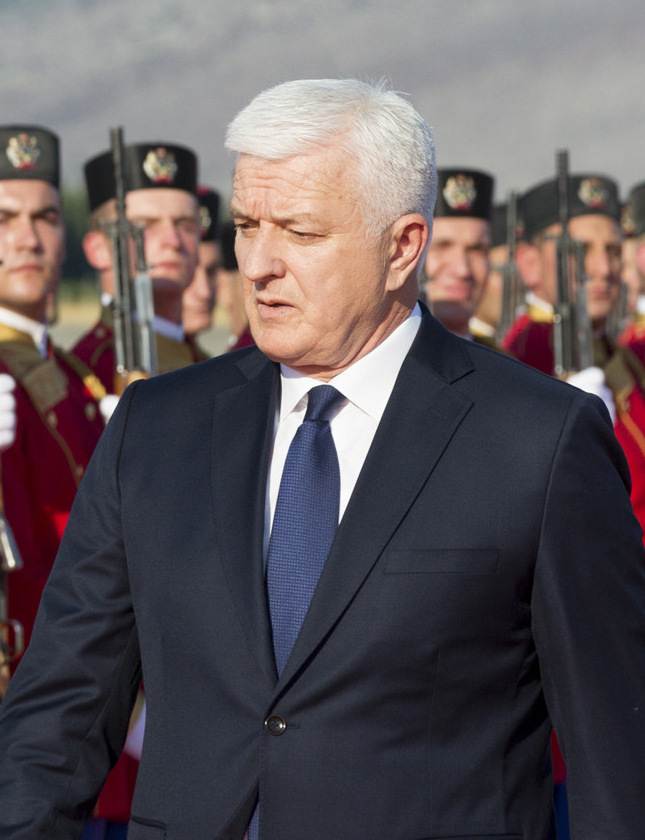
Monténégro Duško Marković, Premier ministre.

- Monténégro
Duško Marković, Premier ministre[11].

### Représentants des institutions internationales

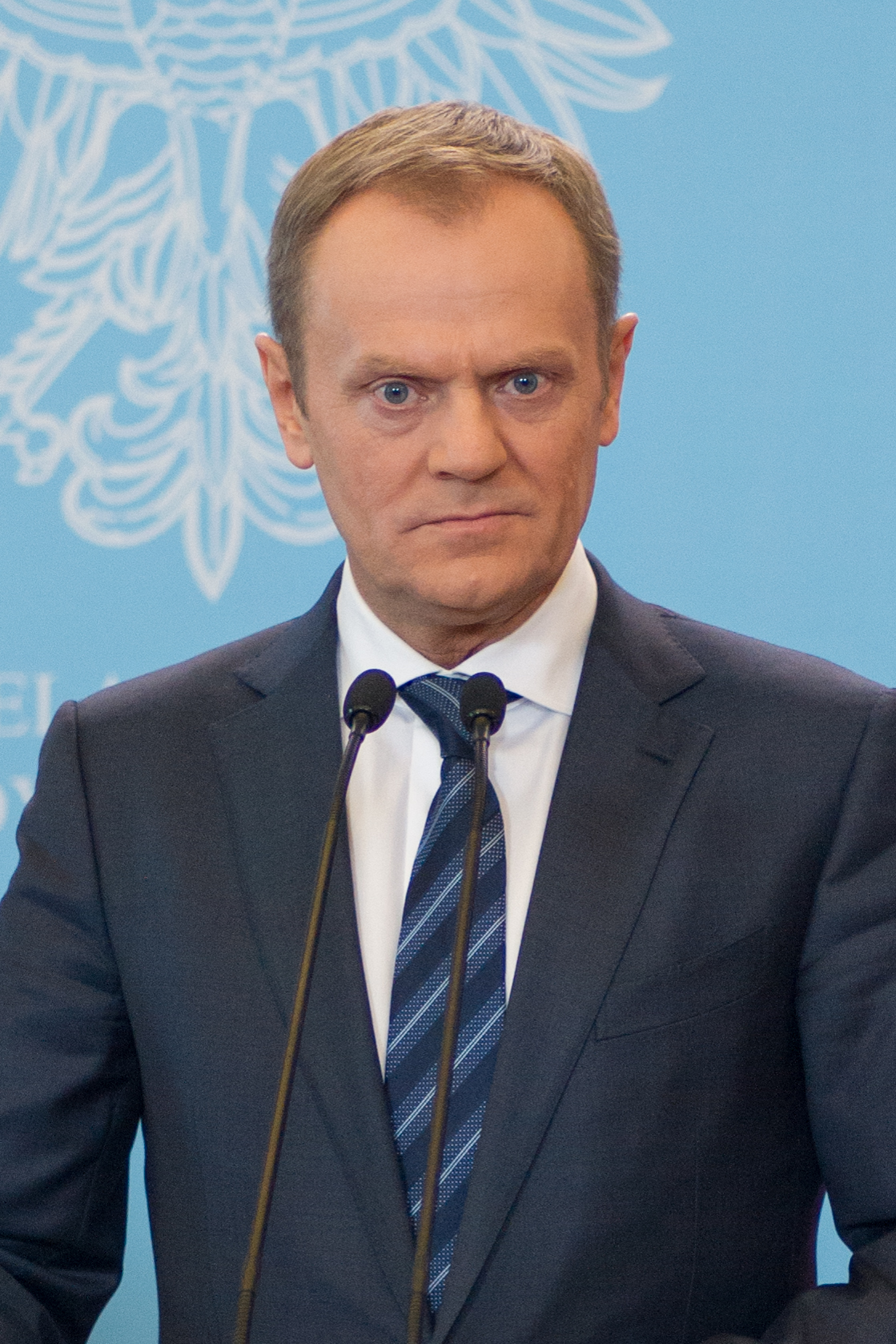
Union européenne Donald Tusk, Président du Conseil européen
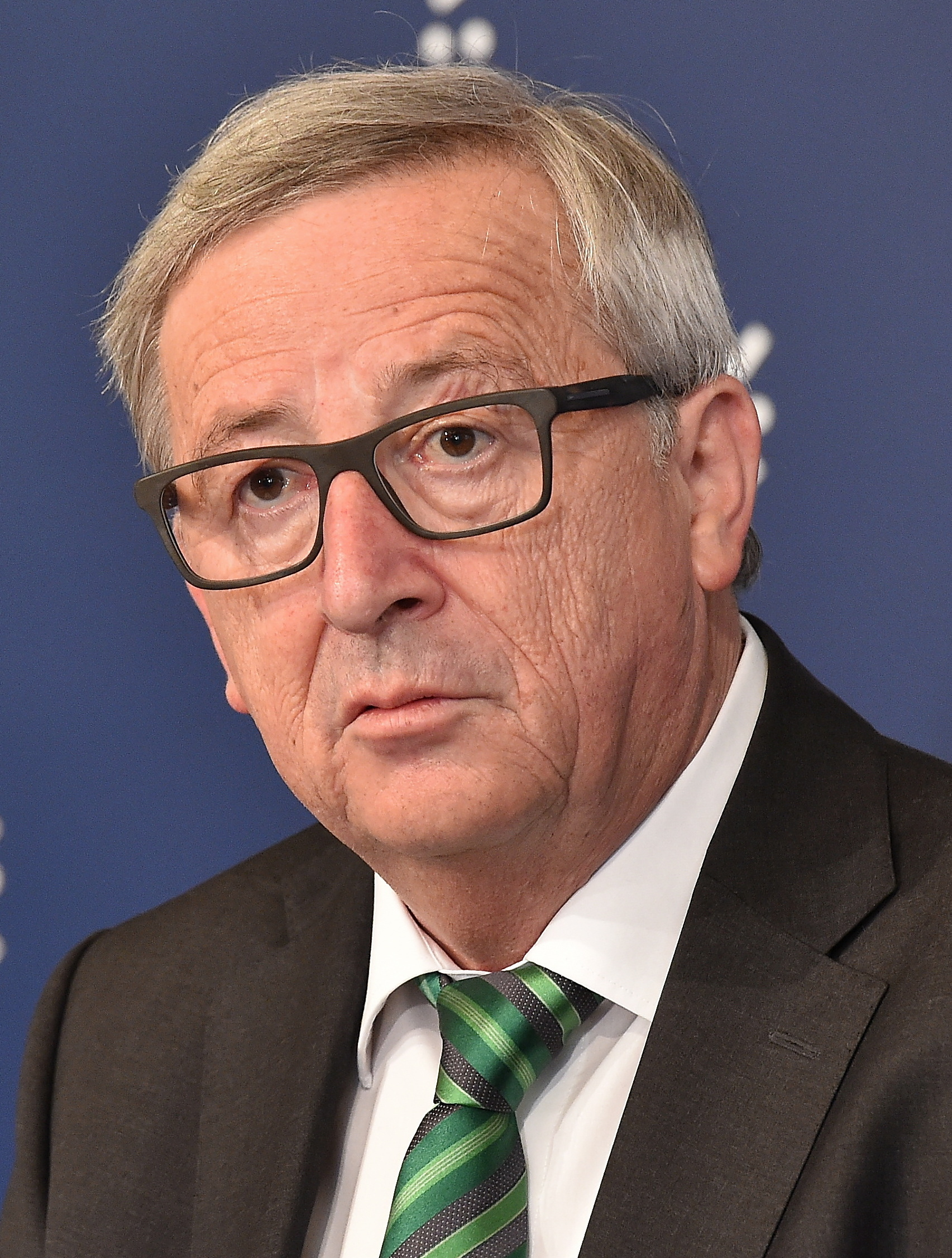
Union européenne Jean-Claude Juncker, Président de la Commission européenne